# エリザベス・デイリー
エリザベス・デイリー（Elizabeth Daily、1961年9月11日）は、アメリカ合衆国の女優、声優、シンガーソングライター、ミュージシャン。カリフォルニア州ロサンゼルス出身。

## 概要

### 特色
代表作は『パワーパフガールズ』のバターカップ。

## 出演作品

### テレビアニメ
1985年
- ピーウィーの大冒険

1986年
- サタデーナイトライブ

1991年
1993年
1995年
1996年
1997年
- フレンズ　（シーズン3第14話にゲスト出演:レスリー）

1998年
- パワーパフガールズ　（バターカップ）
- 新しいバットマンの冒険

1999年
- パワーパフガールズ　（バターカップ）
- リセス

2000年
- パワーパフガールズ　（バターカップ）

2001年
- パワーパフガールズ　（バターカップ）

2002年
- パワーパフガールズ（バターカップ）

- パワーパフガールズ ファイト・ビフォア・クリスマス　（バターカップ）

2004年
2005年
- パワーパフガールズ　（バターカップ）

2006年
- おさるのジョージ

2008年
- パワーパフガールズ支配者はワタシ!　（バターカップ）

2009年
2010年
- アベンジャーズ：地球の最強ヒーロー

2012年
2014年
- パワーパフガールズ：ダンスパンツにご用心!（バターカップ、声の追加）

### 劇場アニメ
2002年
- パワーパフガールズ ・ムービー（バターカップ）

### ゲーム
- パワーパフガールズ：ランペイジレリッシュ （バターカップ、男児、女性、子供）